# 박영춘
박영춘(1956년 ~ )은 대한민국의 MBC의 방송인이었다. 

## 학력
- 동아고등학교
- 성균관대학교 회계학과 학사

## 경력
2017.12.~
MBC 감사
~2014.12.
MBC 인력자원국 국장
전국언론노조 MBC본부 위원회 위원장
MBC 기획국 관계회사팀 팀장